# Alberto Stramaccioni
Alberto Stramaccioni (Bettona, 30 agosto 1956) è uno storico, giornalista e politico italiano.

## Biografia

### Carriera universitaria
Laureato in filosofia nel 1985 presso l'Università di Perugia, ha ottenuto borse di studio per materie storiche di età contemporanea dall'Istituto per la storia del Risorgimento italiano di Roma, dall'Istituto italiano per gli studi filosofici di Napoli, dall'Istituto italiano per gli studi storici di Napoli e da alcune università fra le quali Oxford, Boston, Bielefeld, Cambridge e Parigi. Ha operato fra il 1986 ed il 1993 a Perugia come coordinatore di seminari di Storia delle istituzioni politiche e sociali, divenendo nel 1994 cultore della materia e dal 1996 al 2011 professore a contratto di Storia Contemporanea, di cui subito dopo diveniva ricercatore.
Dal 2014 è professore associato presso l'Università per Stranieri di Perugia.

### Produzione scientifica
I suoi interessi riguardano la storia politica e istituzionale contemporanea, a partire dalla fine del Settecento; in particolare si è occupato di storia generale dei sistemi politico-istituzionali ed economico sociali in Italia e in Europa, ma ha approfondito anche tematiche relative alla rivoluzione francese e al Risorgimento italiano, ai partiti e movimenti sociali nell'Ottocento e nel Novecento.
È stato curatore, dal 1995 al 2012, di una collana di studi storici edita dalla Edimond ed è membro, dal 2006, della giuria di un premio letterario la cui assegnazione si tiene a Città di Castello
Nel 1998 ha ricevuto il premio speciale per la saggistica al concorso letterario “Hans Wolf Shoen”.
Fa parte del Comitato Scientifico della Fondazione Ranieri di Sorbello.

### Attività giornalistica
Stramaccioni è un giornalista iscritto al pertinente Ordine, dal 1982 come pubblicista e dal 1992 come giornalista. In particolare ha dichiarato di essere stato redattore de "l'Unità" e di "Umbria TV".
Per un quinquennio compreso fra il 1987 e il 1992 è stato direttore della rivista "Cronache umbre". Nel marzo 2013 ha pubblicato il volume intitolato Storia delle classi dirigenti in Italia. L’Umbria dal 1861 al 1992, nel quale con una corposa bibliografia descrive i vertici della politica e dell'imprenditoria umbra, suggerendo che «la sfera dell'istruzione non sia stata capace di formare una classe dirigente di cui fa parte anche la società civile».

### Carriera politica
Entrato nella FGCI nel 1974, ha fatto parte della segreteria perugina del Partito Comunista Italiano sino a che il partito non fu disciolto.
Dal 1992 al 2001 è stato prima segretario della Federazione provinciale di Perugia e poi segretario regionale dell'Umbria e membro della Direzione nazionale del Partito Democratico della Sinistra (Pds) e dei Democratici di Sinistra (Ds).
Dal 2008 al 2010 è stato eletto segretario provinciale e membro dell'Assemblea nazionale del Partito Democratico (Pd).
È stato eletto alla Camera dei deputati nella XIV Legislatura per l'Ulivo nel Collegio uninominale Perugia 2 (2001-2006) e nella XV per l'Ulivo nella Circoscrizione XII Umbria (2006-2008).
Ha fatto parte della Commissione parlamentare di inchiesta sulle cause dell'occultamento dei fascicoli relativi a crimini nazi-fascisti e della Commissione per la concessione delle ricompense al valore e al merito civile.
Nel 2010 ha dichiarato di aver abbandonato la politica.

## Opere
Storia contemporanea
- Alberto Stramaccioni, CRIMINI DI GUERRA. Storia e memoria del caso italiano, Bari-Roma, Laterza, 2016, ISBN 978-88-581-2528-1.[12]
- Alberto Stramaccioni, Destra e Sinistra nell’Italia contemporanea. 1796-1992, Roma, Editori Riuniti, 2016, ISBN 978-88-6473-259-6.[13]
- Alberto Stramaccioni, CLASSI DIRIGENTI E MOVIMENTI SOCIALI. L’Umbria tra Ottocento e Novecento, Foligno (PG), Il Formichiere, 2015, ISBN 978-88-98428-88-5.[14]
- Alberto Stramaccioni, LE GUERRE DEGLI ITALIANI NEL XX SECOLO. Storia politica dell'occultamento dei crimini, Città di Castello (PG), Nuova Prhomos, 2014, ISBN 978-88-6853-077-8.[15]
- Alberto Stramaccioni, L'Italia e i crimini di guerra 1940-1945. L'occultamento delle stragi nazifasciste e delle rappresaglie in Jugoslavia, Narni (TR), CRACE di Gianni Bovini, 2013, ISBN 978-88-6379-037-5.[16]
- Alberto Stramaccioni, Storia delle classi dirigenti in Italia. L'Umbria dal 1861 al 1992, Città di Castello (PG), Edimond, 2012, ISBN 978-88-500-0539-0.[17]
- Alberto Stramaccioni, L'Italia e l'Europa nel XX secolo 1861-2011, Bari, Palomar, 2011, ISBN 978-88-7600-385-1.[18]
- Alberto Stramaccioni, La rivoluzione francese e le Repubbliche d’Italia 1789-1799. Lo Stato della Chiesa, Perugia e i giacobini 1798-1799, collana Collana di Studi storici, Narni (TR), CRACE di Gianni Bovini, 2011, ISBN 978-88-6379-033-7.[19]
- Alberto Stramaccioni, Il Sessantotto in una regione rossa, Perugia, Edizioni Era Nuova, 2008, ISBN 978-88-89233-62-7.[20]
- Alberto Stramaccioni, Storia d’Italia (1861-2006). Istituzioni, economia e società, un modello politico nell’Europa contemporanea, Roma, Editori Riuniti University Press, 2006, ISBN 88-359-5854-7.[21]
- Alberto Stramaccioni, Un’istituzione per la lingua e la cultura italiana nel mondo. L’Università per Stranieri di Perugia (1925-2005), Città di Castello (PG), Edimond, 2005, ISBN 88-500-0291-2.[22]
- Alberto Stramaccioni, Il movimento studentesco e la sinistra in Umbria. Documenti e testimonianze (1966-1972), Perugia, Protagon, 1988, ISBN 88-7891-009-0.
- Alberto Stramaccioni, Il Sessantotto e la sinistra. Movimenti e culture 1966-1972, Perugia, Protagon, 1988, ISBN 88-7891-020-1.[23]

Storia politica regionale
- Pierpaolo Burattini, (1989-2010). Intervista di Pierpaolo Burattini. Dal Pci al Pds, dai Ds al Pd, la battaglia dell’“ultimo segretario” per la modernizzazione dell’Umbria, Città di Castello (PG), Nuova Prhomos, 2014, ISBN 978-88-6853-083-9.[24]
- Alberto Stramaccioni, L'alternanza senza riforme. Due legislature nella transizione 2001-2008, Città di Castello (PG), Edimond, 2009, ISBN 88-500-0412-5.[25]
- Alberto Stramaccioni, Ernesto Galli della Loggia e Sandro Petrollini, Rossi per sempre, a cura di Stella Carnevali, Spello (PG), Confraternita delle Foglie, 2003.[26]
- Alberto Stramaccioni, La sinistra e la sfida riformista. Dal Pci al Pds ai Ds (1989-2001), Città di Castello (PG), Edimond, 2002, ISBN 88-500-0166-5.[27]
- Alberto Stramaccioni, Il Pci in Umbria 1921-1991. Un’ideologia rivoluzionaria per una pratica riformista. Per la storia dei comunisti di Perugia e dell’Umbria, in “Quaderni della Soprintendenza Archivistica per l’Umbria", Città di Castello (PG), Edimond, 2000, ISBN 88-500-0169-X.[28]
- Alberto Stramaccioni, Una certa idea della politica. Viaggio di una generazione dal Sessantotto ad oggi in una regione rossa, Città di Castello (PG), Edimond, 1995, ISBN 88-500-0018-9.[29]